# Lünerseewerk II

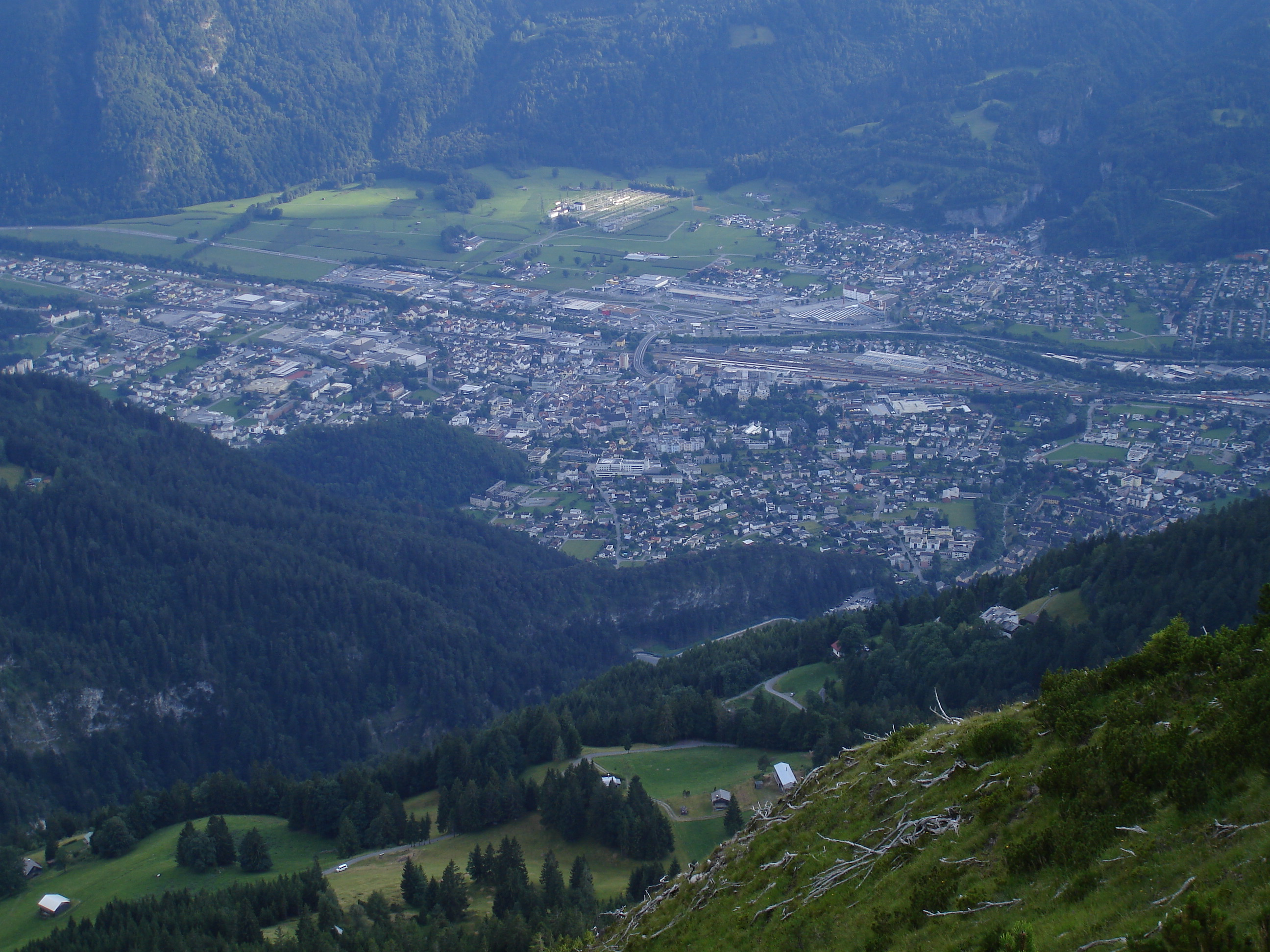
Blick auf den ungefähren Standort des geplanten Lünerseewerkes II. Vorn liegt Bludenz, rechts hinten Bürs. Hinter der sonnenbeschienenen Umspannanlage Bürs soll das Krafthaus im Berg entstehen.

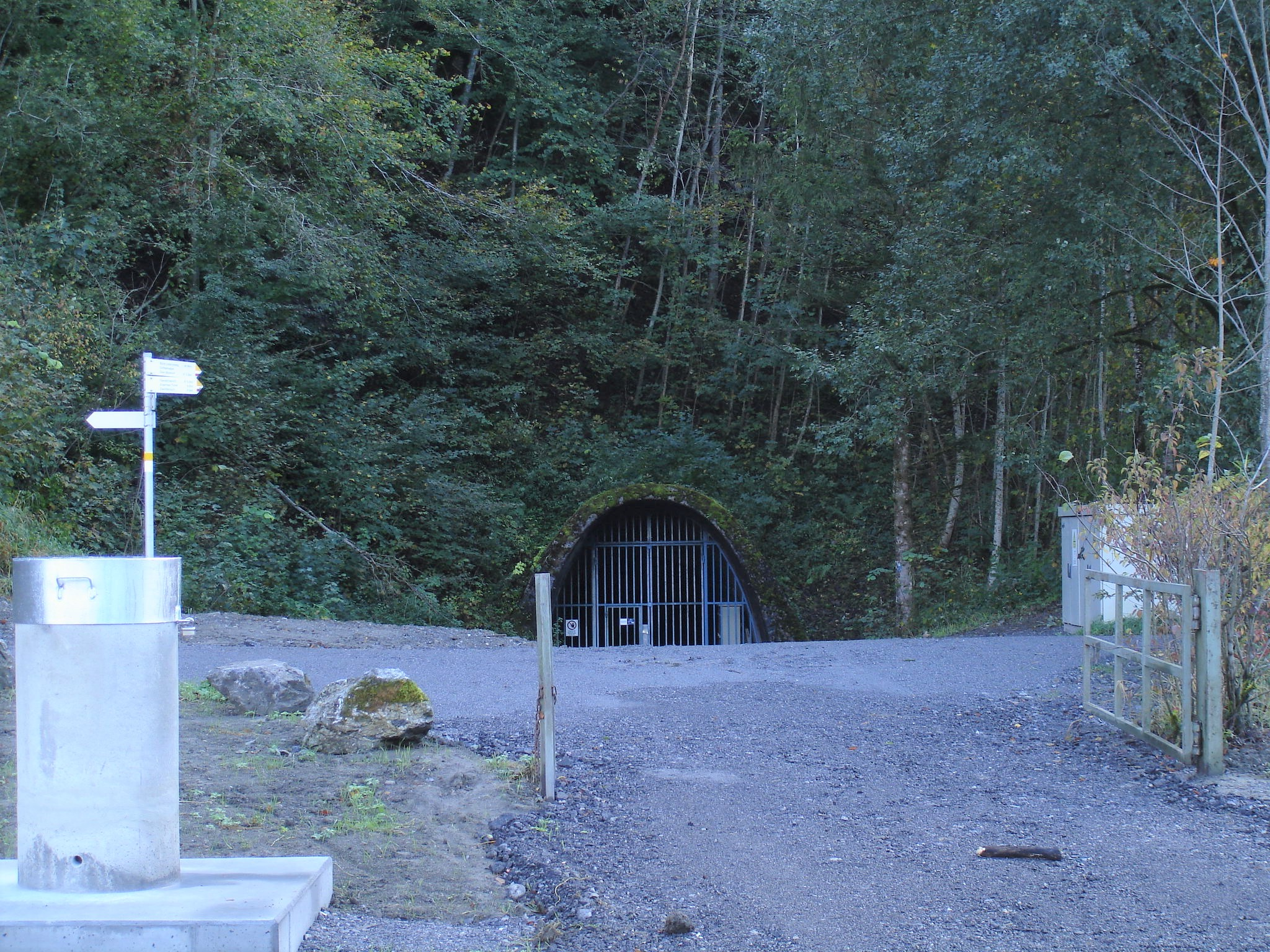
Der Fensterstollen Bürs von 1984 führt zur Triebwasserführung Rodund – Walgauwerk und dient seit 2023 auch zur Erkundung des Gebirges für den Bau des Lünerseewerks II.

Lünerseewerk II ist der Name für ein geplantes Pumpspeicherkraftwerk der illwerke vkw AG in der Gemeinde Bürs in Vorarlberg (Österreich). Es soll das Wasser des für das Lünerseewerk aufgestauten Lünersees nutzen und bei einer Fallhöhe von rund 1300 Metern sowohl im Turbinen- als auch im Pumpbetrieb eine installierte Leistung von jeweils bis zu 1000 Megawatt erbringen. Damit wäre es das leistungsstärkste Wasserkraftwerk Österreichs. Dazu sollen ein Stollen vom Lünersee zum Kavernenkrafthaus im Nordfuß des Rätikons angelegt und der Strom zur nahegelegenen Umspannanlage Bürs transportiert bzw. von dort bezogen werden. Es müssten nur wenige hundert Meter neue Stromleitungen gebaut werden; für die Weiterleitung des Stroms ab der Umspannanlage kann die vorhandene Leitungsstruktur genutzt werden. Sämtlicher im Lünerseewerk II erzeugter Strom soll an die deutsche EnBW, mit der die illwerke vkw AG einen langfristigen Vertrag laufen hat, geliefert werden.
Die Kosten für das Projekt werden mit rund 2 Milliarden Euro beziffert.

## Vorarbeiten
Seit 2022 laufen Vorarbeiten zur Erkundung der geologischen und hydrologischen Situation des Gebirges. Dazu wurden über der geplanten Trassenführung des Stollens vom  Lünersee zum Krafthaus zunächst sieben, bis zu 650 m tiefe Bohrungen niedergebracht. Sechs dieser Bohrstellen lagen in nicht befahrbarem, teils alpinem Gelände, wofür zahlreiche Hubschraubereinsätze zum Transport der teils tonnenschweren Bohranlagen stattfanden.
650 m hinter dem Portal des in Bürs bestehenden, zur Triebwasserführung Rodund–Walgauwerk führenden Fensterstollens wird ein Erkundungsstollen abzweigen. An diesem wird seit Anfang 2023 gearbeitet. Der Ausbruch der ca. 20 000 m³ Gestein bei einer geplanten Stollenlänge von 800 Metern wird etwa ein halbes Jahr dauern. In der zweiten Jahreshälfte 2023 sollen dann in diesem Stollen Versuche und geologische Untersuchungen vorgenommen und damit unter anderem der beste Standort für das unterirdische Krafthaus ermittelt werden. Ein fertiges Projekt soll 2024 vorliegen. Der Bau könnte 2030 beginnen und 2037 fertiggestellt werden.
Noch in weiter Zukunft liegt das Vorhaben der Gemeinden Bludenz und Bürs, die Abwärme des Werks in ein gemeinsames, noch zu bauendes und zunächst mit einem Biomasseheizwerk betriebenes Fernheizungsnetz einzuspeisen.